# Liste der Lieder von Herbert Grönemeyer
Dies ist eine Liste aller auf Tonträger veröffentlichten Lieder des deutschen Musikers Herbert Grönemeyer, die zwischen 1979 und 2018 veröffentlicht wurden.
Die Liste ist alphabetisch sortiert und enthält Titel, Autoren, Tonträger und Erscheinungsjahr.

## A
| #  | Titel                                           | Autoren                                       | Album                                             | Jahr |
| -- | ----------------------------------------------- | --------------------------------------------- | ------------------------------------------------- | ---- |
| 1  | Abduction                                       | Herbert Grönemeyer                            | A Most Wanted Man                                 | 2014 |
| 2  | Abdullah Arrives                                | Alfred Kritzer                                | A Most Wanted Man                                 | 2014 |
| 3  | After Dinner                                    | Herbert Grönemeyer                            | The American                                      | 2010 |
| 4  | After The Prayer Meeting                        | Herbert Grönemeyer                            | A Most Wanted Man                                 | 2014 |
| 5  | Airplanes in My Head                            | Herbert Grönemeyer, Alex Silva, Peter Hammill | What’s All This, Schiffsverkehr (Special Edition) | 1988 |
| 6  | Alcohol                                         | —                                             | What’s All This                                   | 1988 |
| 7  | Alkohol erschien als Single                     | Norbert Hamm, Gerhard Mrotzek                 | 4630 Bochum                                       | 1984 |
| 8  | All die Jahre                                   | Herbert Grönemeyer, Elke Heidenreich          | Zwo                                               | 1980 |
| 9  | All That I Need                                 | Herbert Grönemeyer, Alex Silva                | I Walk                                            | 2012 |
| 10 | All Your Good Friends                           | —                                             | Luxus [English Version]                           | 1992 |
| 11 | Als es mir beschissen ging mit Charles Aznavour | Michael Kunze, Charles Aznavour               | Duos                                              | 2008 |
| 12 | Amerika                                         | Herbert Grönemeyer                            | 4630 Bochum                                       | 1984 |
| 13 | Angst                                           | Herbert Grönemeyer                            | Sprünge                                           | 1986 |
| 14 | Angst [English]                                 | —                                             | What’s All This                                   | 1988 |
| 15 | Angstfrei                                       | Herbert Grönemeyer                            | Das ist los                                       | 2023 |
| 16 | Anna erschien als Single                        | Herbert Grönemeyer                            | Total egal                                        | 1982 |
| 17 | Annabel Collects Issa                           | Herbert Grönemeyer                            | A Most Wanted Man                                 | 2014 |
| 18 | Annabel In Cell                                 | Herbert Grönemeyer                            | A Most Wanted Man                                 | 2014 |
| 19 | Annabel Meets Issa                              | Herbert Grönemeyer                            | A Most Wanted Man                                 | 2014 |
| 20 | Annäherung                                      | Herbert Grönemeyer                            | Dauernd jetzt                                     | 2014 |
| 21 | Auf dem Feld                                    | Herbert Grönemeyer                            | Schiffsverkehr                                    | 2011 |

## B
| #  | Titel                                   | Autoren                                      | Album                             | Jahr |
| -- | --------------------------------------- | -------------------------------------------- | --------------------------------- | ---- |
| 1  | Bachman At Home                         | Herbert Grönemeyer                           | A Most Wanted Man                 | 2014 |
| 2  | Bad Dreams                              | Herbert Grönemeyer                           | The American                      | 2010 |
| 3  | Because Of You                          | Herbert Grönemeyer, Alex Silva               | I Walk                            | 2012 |
| 4  | Before The Morning                      | Herbert Grönemeyer, Alex Silva               | I Walk                            | 2012 |
| 5  | Behind The Glass                        | Herbert Grönemeyer, Alex Silva, Dom Bouffard | Schiffsverkehr [Special Edition]  | 2011 |
| 6  | Behutsam                                | Herbert Grönemeyer                           | Das ist los                       | 2023 |
| 7  | Besser Du gehst jetzt                   | Herbert Grönemeyer                           | Zwo                               | 1980 |
| 8  | Bist du da                              | Herbert Grönemeyer                           | Tumult                            | 2018 |
| 9  | Bist du taub                            | Herbert Grönemeyer                           | Ö                                 | 1988 |
| 10 | Bleibt alles anders erschien als Single | Herbert Grönemeyer                           | Bleibt alles anders               | 1998 |
| 11 | Blick zurück                            | Herbert Grönemeyer                           | Mensch                            | 2002 |
| 12 | Bochum                                  | Herbert Grönemeyer                           | 4630 Bochum                       | 1984 |
| 13 | Bochum [English]                        | Herbert Grönemeyer, Peter Hammill            | What’s All This                   | 1988 |
| 14 | Brüder mit Thomas D                     | Thomas Dürr, Mitch Dörfler, Fabian Mallmann  | Aufstieg und Fall des Tommy Blank | 2013 |
| 15 | Bruno                                   | Herbert Grönemeyer, Horst Herbert Krause     | Zwo                               | 1980 |

## C
| # | Titel                                                      | Autoren                                                         | Album                     | Jahr |
| - | ---------------------------------------------------------- | --------------------------------------------------------------- | ------------------------- | ---- |
| 1 | Car Chase                                                  | Herbert Grönemeyer                                              | The American              | 2010 |
| 2 | Celebrate The Day erschien als Single, mit Amadou & Mariam | Herbert Grönemeyer, Alex Silva, Amadou Bagayoko, Mariam Doumbia | Zeit, dass sich was dreht | 2006 |
| 3 | Chaos erschien als Single                                  | Herbert Grönemeyer                                              | Chaos                     | 1993 |
| 4 | Chaos [English]                                            | Herbert Grönemeyer, Andy Partridge                              | Chaos [English Version]   | 1995 |
| 5 | Chess                                                      | Herbert Grönemeyer                                              | A Most Wanted Man         | 2014 |
| 6 | Closing Theme                                              | Herbert Grönemeyer                                              | A Most Wanted Man         | 2014 |
| 7 | Commander                                                  | Herbert Grönemeyer, Marianne Uchtmann                           | Zwo                       | 1980 |
| 8 | Currywurst erschien als Single                             | Herbert Grönemeyer, Jürgen Triebel, Diether Krebs               | Total egal                | 1982 |

## D
| #  | Titel                                                 | Autoren                                                             | Album             | Jahr |
| -- | ----------------------------------------------------- | ------------------------------------------------------------------- | ----------------- | ---- |
| 1  | Da Da Da                                              | Stephan Remmler, Kralle Krawinkel                                   | Pop 2000          | 2000 |
| 2  | Dance Chaos                                           |                                                                     | Cosmic Chaos      | 1993 |
| 3  | Darf ich mal                                          | Herbert Grönemeyer                                                  | Total egal        | 1983 |
| 4  | Das ist los                                           | Herbert Grönemeyer, Alex Silva, Arezu Weitholz                      | Das ist los       | 2023 |
| 5  | Deine Hand                                            | Herbert Grönemeyer, Balbina Jagielska                               | Das ist los       | 2022 |
| 6  | Deine Liebe klebt erschien als Single                 | Herbert Grönemeyer                                                  | Luxus             | 1990 |
| 7  | Deine Zeit                                            | Herbert Grönemeyer                                                  | Schiffsverkehr    | 2011 |
| 8  | Demo (Letzter Tag) erschien als Single                | Herbert Grönemeyer                                                  | Mensch            | 2002 |
| 9  | Der Fremde                                            | Ingfried Hoffmann                                                   | Grönemeyer        | 1979 |
| 10 | Der Held                                              | Herbert Grönemeyer                                                  | Tumult            | 2018 |
| 11 | Der Löw                                               | Herbert Grönemeyer                                                  | Dauernd jetzt     | 2014 |
| 12 | Der Schlüssel                                         | Herbert Grönemeyer, Max Lessmann                                    | Das ist los       | 2023 |
| 13 | Der Weg erschien als Single                           | Herbert Grönemeyer                                                  | Mensch            | 2002 |
| 14 | Diamant erschien als Single                           | Herbert Grönemeyer                                                  | Gemischte Gefühle | 1983 |
| 15 | Die Härte erschien als Single                         | Herbert Grönemeyer                                                  | Chaos             | 1993 |
| 16 | Die Welle                                             | Herbert Grönemeyer                                                  | Chaos             | 1993 |
| 17 | Dinner Date                                           | Herbert Grönemeyer                                                  | The American      | 2010 |
| 18 | Doppelherz / İki Gönlüm erschien als Single, mit BRKN | Herbert Grönemeyer, Andaç Berkan Akbiyik, Esin Rager, Nezaket Basak | Tumult            | 2018 |
| 19 | Dort und hier                                         | Herbert Grönemeyer                                                  | Mensch            | 2002 |
| 20 | Drive To Abdullah's                                   | Herbert Grönemeyer                                                  | A Most Wanted Man | 2014 |
| 21 | Drive To The Exchange                                 | Herbert Grönemeyer                                                  | The American      | 2010 |
| 22 | Du bist die                                           | Herbert Grönemeyer                                                  | 12                | 2007 |

## E
| #  | Titel                                                          | Autoren                                                                   | Album                          | Jahr |
| -- | -------------------------------------------------------------- | ------------------------------------------------------------------------- | ------------------------------ | ---- |
| 1  | Eine Tonne Blei                                                | Herbert Grönemeyer                                                        | Das ist los                    | 2023 |
| 2  | Einfach sein (Die Fantastischen Vier feat. Herbert Grönemeyer) | Michael Beck, Thomas Burchia, Thomas Dürr, Andreas Rieke, Michael Schmidt | Fornika                        | 2007 |
| 3  | Einmal                                                         | Herbert Grönemeyer                                                        | Sprünge                        | 1986 |
| 4  | Einmal nur in unserem Leben                                    | Johann Wolfgang von Goethe, Christoph Willibald Gluck                     | Alles                          | 2005 |
| 5  | Einverstanden                                                  | Annette Humpe                                                             | Dauernd jetzt                  | 2014 |
| 6  | Eleganz                                                        | Herbert Grönemeyer                                                        | Das ist los                    | 2023 |
| 7  | End Credits [Guitar]                                           | Herbert Grönemeyer                                                        | The American                   | 2010 |
| 8  | End Credits [Piano]                                            | Herbert Grönemeyer                                                        | The American                   | 2010 |
| 9  | Energie                                                        | Herbert Grönemeyer                                                        | Bleibt alles anders            | 1998 |
| 10 | Energy It Up mit Michael Rother                                | Michael Rother                                                            | Remember (The Great Adventure) | 2004 |
| 11 | Energy It Up mit Michael Rother & Sophie Williams              | Michael Rother                                                            | Remember (The Great Adventure) | 2004 |
| 12 | Enlisting Tommy                                                | Herbert Grönemeyer                                                        | A Most Wanted Man              | 2014 |
| 13 | Erwischt                                                       | Herbert Grönemeyer                                                        | 4630 Bochum                    | 1984 |
| 14 | Erzähl mir von morgen                                          | Herbert Grönemeyer                                                        | Schiffsverkehr                 | 2011 |
| 15 | Es ist OK (Mensch 2022) mit Ace Tee, Balbina, Ebow             |                                                                           |                                | 2022 |
| 16 | Etwas Warmes                                                   | Herbert Grönemeyer                                                        | Gemischte Gefühle              | 1983 |
| 17 | Everlasting                                                    | Herbert Grönemeyer, Dom Bouffard                                          | Alles                          | 2004 |
| 18 | Everlasting mit Cheb Mami, George Dalares                      | Herbert Grönemeyer, Dom Bouffard                                          |                                |      |

## F
| #  | Titel                                                         | Autoren                             | Album               | Jahr |
| -- | ------------------------------------------------------------- | ----------------------------------- | ------------------- | ---- |
| 1  | Fall der Fälle                                                | Herbert Grönemeyer                  | Tumult              | 2018 |
| 2  | Fanatisch erschien als Single                                 | Herbert Grönemeyer                  | Bleibt alles anders | 1998 |
| 3  | Fang mich an erschien als Single                              | Herbert Grönemeyer                  | Dauernd jetzt       | 2014 |
| 4  | Fangfragen                                                    | Herbert Grönemeyer                  | 4630 Bochum         | 1984 |
| 5  | Fernweh erschien als Single                                   | Herbert Grönemeyer                  | Schiffsverkehr      | 2011 |
| 6  | Feuerlicht                                                    | Herbert Grönemeyer                  | Dauernd jetzt       | 2014 |
| 7  | Filling The Bullets                                           | Herbert Grönemeyer                  | The American        | 2010 |
| 8  | Fisch im Netz erschien als Single                             | Herbert Grönemeyer                  | Chaos               | 1993 |
| 9  | Florian's Appartment                                          | Herbert Grönemeyer                  | A Most Wanted Man   | 2014 |
| 10 | Flugzeuge im Bauch erschien als Single                        | Herbert Grönemeyer                  | 4630 Bochum         | 1984 |
| 11 | Flugzeuge im Bauch mit Sinfonieorchester, erschien als Single | Herbert Grönemeyer                  | Stand der Dinge     | 2000 |
| 12 | Flüsternde Zeit                                               | Herbert Grönemeyer                  | 12                  | 2007 |
| 13 | Frag mich nicht                                               | Edo Zanki, Vilko Zanki, Uli Luciano | Total egal          | 1982 |
| 14 | Fragwürdig                                                    | Herbert Grönemeyer                  | Ö                   | 1988 |
| 15 | Freunde                                                       | Herbert Grönemeyer                  | Luxus               | 1990 |
| 16 | Full Moon                                                     | —                                   | What’s All This     | 1988 |
| 17 | Für dich da                                                   | Herbert Grönemeyer                  | 4630 Bochum         | 1984 |

## G
| # | Titel                       | Autoren                            | Album                   | Jahr |
| - | --------------------------- | ---------------------------------- | ----------------------- | ---- |
| 1 | Genie                       | Herbert Grönemeyer                 | Das ist los             | 2023 |
| 2 | Glück erschien als Single   | Herbert Grönemeyer                 | Was muss muss           | 2008 |
| 3 | Grauschleier mit Fehlfarben |                                    | Alles                   | 2016 |
| 4 | Greenland                   | Herbert Grönemeyer, Andy Partridge | Chaos [English Version] | 1995 |
| 5 | Grönland                    | Herbert Grönemeyer                 | Chaos                   | 1993 |
| 6 | Gun Assembly                | Herbert Grönemeyer                 | The American            | 2010 |
| 7 | Guten Morgen                | Herbert Grönemeyer, Bernd Laukamp  | Grönemeyer              | 1979 |

## H
| #  | Titel                            | Autoren                                    | Album                                    | Jahr |
| -- | -------------------------------- | ------------------------------------------ | ---------------------------------------- | ---- |
| 1  | Haarscharf erschien als Single   | Herbert Grönemeyer                         | Luxus                                    | 1990 |
| 2  | Hallo, was macht’n ihr           | Werner Bohl                                | Gemischte Gefühle                        | 1983 |
| 3  | Halt mich erschien als Single    | Herbert Grönemeyer                         | Ö                                        | 1988 |
| 4  | Halt michmit Bløf                | Herbert Grönemeyer                         | Het eind van het begin                   | 2004 |
| 5  | Hard Heads                       | Herbert Grönemeyer, Andy Partridge         | Chaos [English Version]                  | 1995 |
| 6  | Hardcash                         | —                                          | Luxus [English Version]                  | 1992 |
| 7  | Hartgeld                         | Herbert Grönemeyer, Norbert Hamm           | Luxus                                    | 1990 |
| 8  | Heideröslein                     | Franz Schubert, Johann Wolfgang von Goethe | Shadowplay                               | 2021 |
| 9  | Heimat                           | Herbert Grönemeyer                         | Single-B-Seite von Ich dreh mich um dich | 1999 |
| 10 | Helga                            | Herbert Grönemeyer, Horst Herbert Krause   | Zwo                                      | 1980 |
| 11 | Herbsterwachen                   | Herbert Grönemeyer                         | Ö                                        | 1988 |
| 12 | Herzhaft                         | Herbert Grönemeyer, Hainbach               | Das ist los                              | 2023 |
| 13 | Hier in dem Lokal                | Horst Herbert Krause, Ingfried Hoffmann    | Grönemeyer                               | 1979 |
| 14 | Hold Me                          | Herbert Grönemeyer, Peter Hammill          | What’s All This                          | 1988 |
| 15 | Hole In My Head                  | Herbert Grönemeyer, Andy Partridge         | Chaos [English Version]                  | 1995 |
| 16 | Hoopie Schnoopie Remix the Remix |                                            | Alles                                    | 2016 |

## I
| #  | Titel                                     | Autoren                                         | Album                            | Jahr |
| -- | ----------------------------------------- | ----------------------------------------------- | -------------------------------- | ---- |
| 1  | I Love A Man In A Uniform mit Alex Silva  |                                                 |                                  |      |
| 2  | I’ve Had Enough                           | Herbert Grönemeyer, Andy Partridge              | Chaos [English Version]          | 1995 |
| 3  | I Walk                                    | Herbert Grönemeyer, Alex Silva, Ernst Feuerbach | Schiffsverkehr [Special Edition] | 2011 |
| 4  | I Want More                               | —                                               | Luxus [English Version]          | 1992 |
| 5  | Ich bin ein Spieler                       | Herbert Grönemeyer, Horst Herbert Krause        | Grönemeyer                       | 1979 |
| 6  | Ich bin wieder soweit                     | Herbert Grönemeyer, Horst Herbert Krause        | Zwo                              | 1980 |
| 7  | Ich dreh mich um dich erschien als Single | Herbert Grönemeyer                              | Bleibt alles anders              | 1998 |
| 8  | Ich geb' nichts mehr                      | Herbert Grönemeyer                              | Chaos                            | 1993 |
| 9  | Ich hab' dich bloß geliebt                | Stephan Sulke                                   | Gemischte Gefühle                | 1983 |
| 10 | Ich hab dich lieb                         | Herbert Grönemeyer                              | Zwo                              | 1980 |
| 11 | Ich lieb mich durch                       | Herbert Grönemeyer                              | Dauernd jetzt                    | 2014 |
| 12 | Ich versteh                               | Herbert Grönemeyer                              | 12                               | 2007 |
| 13 | Ich will mehr                             | Herbert Grönemeyer                              | Luxus                            | 1990 |
| 14 | Ich will’s nicht                          | Herbert Grönemeyer, Anne Steeb                  | Total egal                       | 1982 |
| 15 | Immerfort                                 | Herbert Grönemeyer                              | Tumult – Clubkonzert Berlin      | 2019 |

## J
| # | Titel                          | Autoren                                 | Album             | Jahr |
| - | ------------------------------ | --------------------------------------- | ----------------- | ---- |
| 1 | Jack Gathers Parts             | Herbert Grönemeyer                      | The American      | 2010 |
| 2 | Jeder für Jedenmit Felix Jaehn | Herbert Grönemeyer, Felix Jaehn         | I (Felix Jaehn)   | 2016 |
| 3 | Jetzt oder nie                 | Herbert Grönemeyer                      | 4630 Bochum       | 1984 |
| 4 | Julie                          | Horst Herbert Krause, Ingfried Hoffmann | Grönemeyer        | 1979 |
| 5 | Jumping The U-Bahn             | Herbert Grönemeyer                      | A Most Wanted Man | 2014 |

## K
| #  | Titel                                   | Autoren                            | Album                            | Jahr |
| -- | --------------------------------------- | ---------------------------------- | -------------------------------- | ---- |
| 1  | Kadett                                  | Herbert Grönemeyer                 | Gemischte Gefühle                | 1983 |
| 2  | Kairo                                   | Herbert Grönemeyer                 | Zwo                              | 1980 |
| 3  | Kaufen                                  | Herbert Grönemeyer, Arezu Weitholz | Gemischte Gefühle                | 1982 |
| 4  | Keep Hurting Me                         | Herbert Grönemeyer, Alex Silva     | Schiffsverkehr [Special Edition] | 2011 |
| 5  | Kein Pokal                              | Herbert Grönemeyer                 | Mensch                           | 2002 |
| 6  | Kein Verlust                            | Herbert Grönemeyer                 | Chaos                            | 1993 |
| 7  | Keine Garantie                          | Herbert Grönemeyer                 | Chaos                            | 1993 |
| 8  | Keine Heimat                            | Herbert Grönemeyer                 | Ö                                | 1988 |
| 9  | Kinder an die Macht erschien als Single | Herbert Grönemeyer                 | Sprünge                          | 1986 |
| 10 | Kino                                    | Herbert Grönemeyer                 | Total egal                       | 1982 |
| 11 | Komet                                   | Herbert Grönemeyer                 | Ö                                | 1988 |
| 12 | Komm zur Ruhr erschien als Single       | Herbert Grönemeyer, Arezu Weitholz | Komm zur Ruhr                    | 2010 |
| 13 | Komm zurück                             | Herbert Grönemeyer                 | Gemischte Gefühle                | 1983 |
| 14 | Kopf hoch, Tanzen                       | Herbert Grönemeyer                 | 12                               | 2007 |
| 15 | Kreuz meinen Weg                        | Herbert Grönemeyer                 | Schiffsverkehr                   | 2011 |

## L
| #  | Titel                                            | Autoren                                      | Album                    | Jahr |
| -- | ------------------------------------------------ | -------------------------------------------- | ------------------------ | ---- |
| 1  | La Bonifica                                      | Herbert Grönemeyer, Martin Winter            | Tumult                   | 2018 |
| 2  | Lache, wenn es nicht zum Weinen reicht           | Herbert Grönemeyer                           | Mensch                   | 2002 |
| 3  | Lächeln                                          | Herbert Grönemeyer, Arezu Weitholz           | Sprünge                  | 1986 |
| 4  | Land unter erschien als Single                   | Herbert Grönemeyer                           | Chaos                    | 1993 |
| 5  | Lass es uns nicht regnen                         | Herbert Grönemeyer, Arezu Weitholz           | Schiffsverkehr           | 2011 |
| 6  | Lead Me Home                                     | Herbert Grönemeyer, Andy Partridge           | Chaos [English Version]  | 1995 |
| 7  | Leb in meiner Welt erschien als Single           | Herbert Grönemeyer                           | 12                       | 2007 |
| 8  | Lebe mit mir los                                 | Herbert Grönemeyer                           | Tumult                   | 2018 |
| 9  | Leichtsinn und Liebe                             | Herbert Grönemeyer                           | Tumult                   | 2018 |
| 10 | Lesmona                                          | Herbert Grönemeyer                           | Halt mich (Single)       | 1988 |
| 11 | Let's Meet Somewhere New                         | Herbert Grönemeyer                           | The American             | 2010 |
| 12 | Letzte Version erschien als Single               | Herbert Grönemeyer                           | Bleibt alles anders      | 1998 |
| 13 | Leyla                                            | Herbert Grönemeyer                           | A Most Wanted Man        | 2014 |
| 14 | Liebe liegt nicht                                | Herbert Grönemeyer                           | 12                       | 2007 |
| 15 | Lied 1 – Stück vom Himmel erschien als Single    | Herbert Grönemeyer                           | 12                       | 2007 |
| 16 | Lied 2 – Kopf hoch, tanzen! erschien als Single  | Herbert Grönemeyer                           | 12                       | 2007 |
| 17 | Lied 3 – Du bist die … erschien als Single       | Herbert Grönemeyer                           | 12                       | 2007 |
| 18 | Lied 4 – Marlene                                 | Herbert Grönemeyer                           | 12                       | 2007 |
| 19 | Lied 5 – Flüsternde Zeit                         | Herbert Grönemeyer                           | 12                       | 2007 |
| 20 | Lied 6 – Leb in meiner Welt! erschien als Single | Herbert Grönemeyer                           | 12                       | 2007 |
| 21 | Lied 7 – Ich versteh …                           | Herbert Grönemeyer                           | 12                       | 2007 |
| 22 | Lied 8 – Ohne dich                               | Herbert Grönemeyer                           | 12                       | 2007 |
| 23 | Lied 9 – Spur                                    | Herbert Grönemeyer                           | 12                       | 2007 |
| 24 | Lied 10 – Zieh deinen Weg                        | Herbert Grönemeyer                           | 12                       | 2007 |
| 25 | Lied 11 – Zur Nacht                              | Herbert Grönemeyer                           | 12                       | 2007 |
| 26 | Lied 12 – Liebe liegt nicht                      | Herbert Grönemeyer                           | 12                       | 2007 |
| 27 | Live Again / Immer und nochmal mit James Last    | Herbert Grönemeyer, Alex Silva, Dom Bouffard | Alles                    | 2004 |
| 28 | Luxus erschien als Single                        | Herbert Grönemeyer                           | Luxus                    | 1990 |
| 29 | Luxus [Englisch Version]                         | —                                            | Luxus [Englisch Version] | 1992 |

## M
| #  | Titel                                                           | Autoren                                                     | Album                                                     | Jahr |
| -- | --------------------------------------------------------------- | ----------------------------------------------------------- | --------------------------------------------------------- | ---- |
| 1  | Machen. mit Balbina                                             | Kim Wennerström, Balbina                                    | Punkt.                                                    | 2020 |
| 2  | Main Title [The American]                                       | Herbert Grönemeyer                                          | The American                                              | 2010 |
| 3  | Make The World A Safer Place                                    | Herbert Grönemeyer                                          | A Most Wanted Man                                         | 2014 |
| 4  | Mambo                                                           | Herbert Grönemeyer                                          | 4630 Bochum                                               | 1984 |
| 5  | Manche mit Ernie und Bert                                       |                                                             | Sesamstraße präsentiert – Ernie und Bert singen mit Stars | 2017 |
| 6  | Männer erschien als Single                                      | Herbert Grönemeyer                                          | 4630 Bochum                                               | 1984 |
| 7  | Marie erschien als Single                                       | Herbert Grönemeyer                                          | Luxus                                                     | 1990 |
| 8  | Marie [English Version]                                         | Herbert Grönemeyer                                          | Luxus [English Version]                                   | 1992 |
| 9  | Marie [Französische Version] erschien als Single                | Herbert Grönemeyer                                          | Marie [Französische Version]                              | 1992 |
| 10 | Marie mit Jools Holland                                         | Herbert Grönemeyer                                          | Alles                                                     | 2011 |
| 11 | Marlene                                                         | Herbert Grönemeyer                                          | 12                                                        | 2007 |
| 12 | Maß aller Dinge                                                 | Herbert Grönemeyer                                          | Sprünge                                                   | 1986 |
| 13 | Mehr geht leider nicht                                          | Herbert Grönemeyer                                          | Sprünge                                                   | 1986 |
| 14 | Mein Konzert                                                    | Herbert Grönemeyer, Horst Herbert Krause, Ingfried Hoffmann | Grönemeyer                                                | 1979 |
| 15 | Mein Lebensstrahlen                                             | Herbert Grönemeyer                                          | Tumult                                                    | 2018 |
| 16 | Men                                                             | Herbert Grönemeyer, Peter Hammill                           | What’s All This                                           | 1988 |
| 17 | Mensch erschien als Single                                      | Herbert Grönemeyer, Alex Silva                              | Mensch                                                    | 2002 |
| 18 | Menschmit Bono                                                  | Herbert Grönemeyer, Alex Silva                              | I Walk                                                    | 2012 |
| 19 | Mensch [English]                                                | Herbert Grönemeyer, Alex Silva                              | Schiffsverkehr [Special Edition]                          | 2011 |
| 20 | Mensch – ich hau ab                                             | Horst Herbert Krause, Ingfried Hoffmann                     | Grönemeyer                                                | 1979 |
| 21 | Mes emmerdes mit Charles Aznavour                               | Charles Aznavour                                            | Alles                                                     | 2008 |
| 22 | Minister Of The Interior                                        | Herbert Grönemeyer                                          | A Most Wanted Man                                         | 2014 |
| 23 | Mit Gott                                                        | Herbert Grönemeyer                                          | Ö                                                         | 1988 |
| 24 | Moccaaugen                                                      | Herbert Grönemeyer                                          | Gemischte Gefühle                                         | 1983 |
| 25 | Morgen erschien als Single                                      | Herbert Grönemeyer                                          | Dauernd jetzt                                             | 2014 |
| 26 | Morgenrot erschien als Single                                   | Herbert Grönemeyer                                          | Chaos                                                     | 1993 |
| 27 | Morning After (Loneliness) mit Michael Rother & Sophie Williams | Michael Rother                                              | Remember (The Great Adventure)                            | 2004 |
| 28 | Mr. Butterfly's Last Journey                                    | Herbert Grönemeyer                                          | The American                                              | 2010 |
| 29 | Musik nur, wenn sie laut ist                                    | Herbert Grönemeyer                                          | Gemischte Gefühle                                         | 1983 |
| 30 | Muskeln                                                         | Herbert Grönemeyer, Horst Herbert Krause                    | Zwo                                                       | 1980 |
| 31 | Mut                                                             | Herbert Grönemeyer                                          | Tumult                                                    | 2018 |

## N
| # | Titel                        | Autoren                                    | Album                   | Jahr |
| - | ---------------------------- | ------------------------------------------ | ----------------------- | ---- |
| 1 | ’n Bombenlied                | Herbert Grönemeyer, Edo Zanki, Vilko Zanki | Total egal              | 1982 |
| 2 | Nach mir erschien als Single | Herbert Grönemeyer, Anna Henkel-Grönemeyer | Bleibt alles anders     | 1998 |
| 3 | Neue Welt                    | Herbert Grönemeyer                         | Bleibt alles anders     | 1998 |
| 4 | Neuer Tag                    | Herbert Grönemeyer                         | Dauernd jetzt           | 2014 |
| 5 | Neuland                      | Herbert Grönemeyer                         | Mensch                  | 2002 |
| 6 | No Guarantee                 | Herbert Grönemeyer, Andy Partridge         | Chaos [English Version] | 1995 |
| 7 | November                     | Herbert Grönemeyer                         | Schiffsverkehr          | 2011 |
| 8 | Nur noch so                  | Herbert Grönemeyer                         | Sprünge                 | 1986 |

## O
| # | Titel                    | Autoren            | Album             | Jahr |
| - | ------------------------ | ------------------ | ----------------- | ---- |
| 1 | Oh oh oh                 | Herbert Grönemeyer | Das ist los       | 2023 |
| 2 | Ohne dich                | Herbert Grönemeyer | 12                | 2007 |
| 3 | Onur erschien als Single | Herbert Grönemeyer | Gemischte Gefühle | 1983 |
| 4 | Opening Theme            | Herbert Grönemeyer | A Most Wanted Man | 2014 |

## P
| # | Titel           | Autoren                                                 | Album                   | Jahr |
| - | --------------- | ------------------------------------------------------- | ----------------------- | ---- |
| 1 | Pilot           | Herbert Grönemeyer                                      | Dauernd jetzt           | 2014 |
| 2 | Pompeji         | Horst Herbert Krause, Jürgen Triebel, Ingfried Hoffmann | Grönemeyer              | 1979 |
| 3 | Promise My Love | Herbert Grönemeyer, Andy Partridge                      | Chaos [English Version] | 1995 |
| 4 | Puss in Boots   | Herbert Grönemeyer, Andy Partridge                      | Chaos [English Version] | 1995 |

## R
| # | Titel       | Autoren            | Album               | Jahr |
| - | ----------- | ------------------ | ------------------- | ---- |
| 1 | Reines Herz | Herbert Grönemeyer | Bleibt alles anders | 1998 |
| 2 | Roter Mond  | Herbert Grönemeyer | Dauernd jetzt       | 2014 |

## S
| #  | Titel                                           | Autoren                                      | Album                            | Jahr |
| -- | ----------------------------------------------- | -------------------------------------------- | -------------------------------- | ---- |
| 1  | Same Old Boys                                   | Herbert Grönemeyer, Alex Silva, Tom Cheesman | Schiffsverkehr [Special Edition] | 2011 |
| 2  | Schiffsverkehr erschien als Single              | Herbert Grönemeyer                           | Schiffsverkehr                   | 2011 |
| 3  | Schmetterlinge im Eis                           | Herbert Grönemeyer                           | Bleibt alles anders              | 1998 |
| 4  | Seid ihr noch da?                               | Herbert Grönemeyer, Schulzky                 | Tumult                           | 2018 |
| 5  | Sekundenglück erschien als Single               | Herbert Grönemeyer                           | Tumult                           | 2018 |
| 6  | Selbstmitleid                                   | Herbert Grönemeyer                           | Bleibt alles anders              | 1998 |
| 7  | Ser humano mit José Carreras                    |                                              | Alles                            | 2003 |
| 8  | She                                             | —                                            | Luxus [English Version]          | 1992 |
| 9  | Sie                                             | Herbert Grönemeyer, Norbert Hamm             | Luxus                            | 1990 |
| 10 | Signing The Agreement                           | Alfred Kritzer                               | A Most Wanted Man                | 2014 |
| 11 | So Close to Falling                             | —                                            | Luxus [English Version]          | 1992 |
| 12 | So Far Away                                     | —                                            | What’s All This                  | 1988 |
| 13 | So gut                                          | Herbert Grönemeyer                           | Total egal                       | 1983 |
| 14 | So wie ich                                      | Norbert Hamm                                 | Schiffsverkehr                   | 2011 |
| 15 | Sommer in Lesmona                               |                                              | Alles                            | 1988 |
| 16 | Spring ins wilde Leben                          | Horst Herbert Krause, Ingfried Hoffmann      | Grönemeyer                       | 1979 |
| 17 | Spur                                            | Herbert Grönemeyer                           | 12                               | 2007 |
| 18 | Stau                                            | Herbert Grönemeyer                           | Zwo                              | 1980 |
| 19 | Stand der Dinge                                 | Herbert Grönemeyer, Anna Henkel-Grönemeyer   | Bleibt alles anders              | 1998 |
| 20 | Staubkorn mit Gang Of Four                      |                                              | Alles                            | 2015 |
| 21 | Stay Forever                                    | Herbert Grönemeyer                           | The American                     | 2010 |
| 22 | Stefan Richter mit Trettmann                    |                                              | Insomnia                         | 2023 |
| 23 | Stefan Richter mit Trettmann, KitschKrieg & SFR |                                              |                                  |      |
| 24 | Stuck In Traffic                                | Herbert Grönemeyer                           | A Most Wanted Man                | 2014 |
| 25 | Stück vom Himmel                                | Herbert Grönemeyer                           | 12                               | 2007 |

## T
| #  | Titel                                                                     | Autoren                                           | Album                                      | Jahr |
| -- | ------------------------------------------------------------------------- | ------------------------------------------------- | ------------------------------------------ | ---- |
| 1  | Tanzen erschien als Single                                                | Herbert Grönemeyer                                | Sprünge                                    | 1986 |
| 2  | Tau                                                                       | Herbert Grönemeyer                                | Das ist los                                | 2023 |
| 3  | Taufrisch                                                                 | Herbert Grönemeyer, Arezu Weitholz                | Tumult                                     | 2018 |
| 4  | Taxi Europa mit Stephan Eicher feat. Gazzè                                | Stephan Eicher, Philippe Djian, Max Gazzè         | Taxi Europa                                | 1999 |
| 5  | Text From Jamal                                                           | Herbert Grönemeyer                                | A Most Wanted Man                          | 2014 |
| 6  | The Chalet                                                                | Herbert Grönemeyer                                | The American                               | 2010 |
| 7  | The Dying Rays mit Gang Of Four, erschien als Single                      |                                                   | Staubkorn                                  | 2015 |
| 8  | The Procession                                                            | Herbert Grönemeyer                                | The American                               | 2010 |
| 9  | The Sweets Tin                                                            | Herbert Grönemeyer                                | The American                               | 2010 |
| 10 | The Tunnel                                                                | Herbert Grönemeyer, Alex Silva                    | The American                               | 2010 |
| 11 | The Wave                                                                  | Herbert Grönemeyer, Andy Partridge                | Chaos [English Version]                    | 1995 |
| 12 | They're Closing In                                                        | Herbert Grönemeyer                                | A Most Wanted Man                          | 2014 |
| 13 | To The Sea mit James Dean Bradfield                                       | Herbert Grönemeyer, Alex Silva                    | I Walk                                     | 2012 |
| 14 | Tommy Checks The Account                                                  | Herbert Grönemeyer                                | A Most Wanted Man                          | 2014 |
| 15 | Total egal erschien als Single                                            | Herbert Grönemeyer, Jürgen Triebel, Diether Krebs | Total egal                                 | 1982 |
| 16 | Trauer                                                                    | Vertontes Gedicht von Selma Meerbaum-Eisinger     | The World Quintet feat. Herbert Grönemeyer | 2003 |
| 17 | Turmhoch                                                                  | Herbert Grönemeyer                                | Das ist los                                | 2023 |
| 18 | Tschernobyl (Das letzte Signal) (als Teil von Wolf Maahn & Unterstützung) | Wolf Maahn                                        | —                                          | 1986 |

## U
| # | Titel             | Autoren            | Album             | Jahr |
| - | ----------------- | ------------------ | ----------------- | ---- |
| 1 | Unbewohnt         | Herbert Grönemeyer | Mensch            | 2002 |
| 2 | Und immer         | Herbert Grönemeyer | Tumult            | 2018 |
| 3 | Unfassbarer Grund | Herbert Grönemeyer | Schiffsverkehr    | 2011 |
| 4 | Uniform           | Herbert Grönemeyer | Dauernd jetzt     | 2014 |
| 5 | Unser Land        | Herbert Grönemeyer | Dauernd jetzt     | 2014 |
| 6 | Unter Tage        | Herbert Grönemeyer | Dauernd jetzt     | 2014 |
| 7 | Unterwegs         | Herbert Grönemeyer | Sprünge           | 1986 |
| 8 | Up On The Roof    | Herbert Grönemeyer | A Most Wanted Man | 2014 |
| 9 | Urverlust         | Herbert Grönemeyer | Das ist los       | 2022 |

## V
| # | Titel                      | Autoren                                                     | Album         | Jahr |
| - | -------------------------- | ----------------------------------------------------------- | ------------- | ---- |
| 1 | Verflucht – es tut mir weh | Herbert Grönemeyer, Horst Herbert Krause, Ingfried Hoffmann | Grönemeyer    | 1979 |
| 2 | Vergiß es, laß es          | Jens Peter Ostendorf, Jürgen Flimm                          | Total egal    | 1988 |
| 3 | Verloren                   | Herbert Grönemeyer                                          | Dauernd jetzt | 2014 |
| 4 | Verwandt                   | Herbert Grönemeyer                                          | Tumult        | 2018 |
| 5 | Video                      | Herbert Grönemeyer                                          | Luxus         | 1990 |
| 6 | Viel zu viel               | Herbert Grönemeyer                                          | Sprünge       | 1986 |
| 7 | Viertel vor                | Herbert Grönemeyer, Alex Silva                              | Mensch        | 2002 |
| 8 | Vollmond                   | Herbert Grönemeyer                                          | Ö             | 1988 |

## W
| #  | Titel                                                                                    | Autoren                           | Album             | Jahr |
| -- | ---------------------------------------------------------------------------------------- | --------------------------------- | ----------------- | ---- |
| 1  | Wäre ich einfach nur feige                                                               | Herbert Grönemeyer                | Schiffsverkehr    | 2011 |
| 2  | Wartezimmer der Welt                                                                     | Herbert Grönemeyer, Markus Winter | Tumult            | 2018 |
| 3  | Warum erschien als Single                                                                | Herbert Grönemeyer                | Tumult            | 2018 |
| 4  | Was soll das erschien als Single                                                         | Herbert Grönemeyer                | Ö                 | 1988 |
| 5  | We're The Solution                                                                       | Herbert Grönemeyer                | A Most Wanted Man | 2014 |
| 6  | What’s All This                                                                          | —                                 | What’s All This   | 1988 |
| 7  | Where Did The Money Come From                                                            | Herbert Grönemeyer                | A Most Wanted Man | 2014 |
| 8  | White Arrogance                                                                          | —                                 | What’s All This   | 1988 |
| 9  | Will I Ever Learn Vorab schon mal als Lena veröffentlicht, hier Duett mit Antony Hegarty | Herbert Grönemeyer                | Was muss muss     | 2008 |
| 10 | Wunder                                                                                   |                                   |                   |      |
| 11 | Wunderbare Leere                                                                         | Herbert Grönemeyer                | Dauernd jetzt     | 2014 |

## Y
| # | Titel                 | Autoren            | Album                   | Jahr |
| - | --------------------- | ------------------ | ----------------------- | ---- |
| 1 | Young Blood           | —                  | Luxus [English Version] | 1992 |
| 2 | Your Love’s Like Glue | —                  | Luxus [English Version] | 1992 |
| 3 | You're My Ears Jamal  | Herbert Grönemeyer | A Most Wanted Man       | 2014 |

## Z
| # | Titel                                                                              | Autoren                                             | Album                          | Jahr |
| - | ---------------------------------------------------------------------------------- | --------------------------------------------------- | ------------------------------ | ---- |
| 1 | Zeit, dass sich was dreht mit Amadou Hagayoko, Mariam Doumbia, erschien als Single | Herbert Grönemeyer, Amadou Hagayoko, Mariam Doumbia | Voices from the Fifa World Cup | 2006 |
| 2 | Zieh deinen Weg                                                                    | Herbert Grönemeyer                                  | 12                             | 2007 |
| 3 | Zu dir erschien als Single                                                         | Herbert Grönemeyer                                  | Schiffsverkehr                 | 2011 |
| 4 | Zum Meer erschien als Single                                                       | Herbert Grönemeyer                                  | Mensch                         | 2002 |
| 5 | Zur Nacht                                                                          | Herbert Grönemeyer                                  | 12                             | 2007 |